# David Riguert
David Adamovitch Riguert (em russo:  Давид Адамович Ригерт; 12 de março de 1947, Kokshetau, Aqmola, Cazaquistão) é um russo campeão mundial e olímpico em halterofilismo pela antiga União Soviética.
No campeonato mundial de 1970 David Riguert ficou em terceiro lugar na categoria até 82,5 kg; nas Olimpíadas de 1972 e 80 ele não conseguiu concluir a prova; entretanto, Riguert foi seis vezes campeão mundial entre 1971 e 1978 (nas categorias até 90 e 100 kg), olímpico em 1976 (que contou como mundial também), além de ter sido nove vezes campeão europeu (de 1971 a 1980).
Estabeleceu ao todo 65 recordes mundiais — 1 no desenvolvimento (movimento-padrão abolido em 1973), 22 no arranque, 21 no arremesso e 21 no total combinado, em três categorias de peso distintas (até 82,5; 90 e 100 kg).
Em 1999 foi eleito para o Weightlifting Hall of Fame.